# Юлленъельм, София

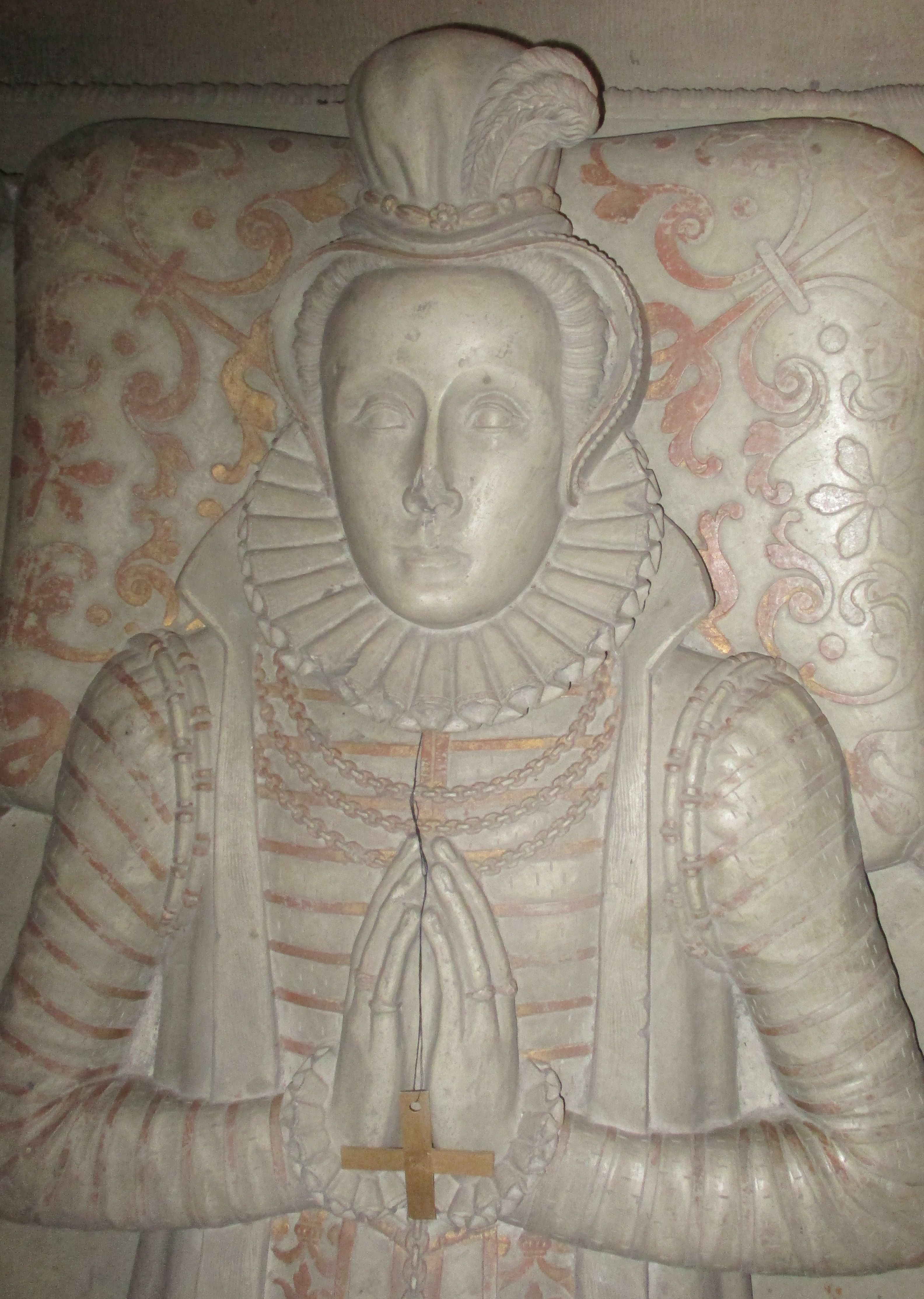
Изображение Софии Юлленъельм на надгробном памятнике на её могиле в Таллине

София Юхансдоттер Юлленъельм (швед. Sofia Johansdotter Gyllenhielm; 1556/1559—июнь 1583) — шведская дворянка, незаконнорожденная дочь короля Швеции Юхана III и Карин Хансдоттер.

## Биография
Раннее детство София провела вместе с матерью в замке Турку в Финском герцогстве. В 1562 году она и её брат Юлиус (1559—1583), без их младшей сестры Лукреции, были изъяты из-под опеки матери и содержались в доме отца, когда он женился на Катерине Ягеллонке. Когда их отец и мачеха были заключены в тюрьму в 1563 году, София Юлленъельм и её брат были отданы на попечение Анны Андерсдоттер, супруги канцлера Йёрана Перссона. Перссон принял взятку, которую Карин дала ему в обмен на возвращение детей, но так и не сделал этого. Дети вернулись к своему отцу, когда Юхан сверг Эрика XIV и занял трон в 1568 году.
София стала фрейлиной своей тёти принцессы Елизаветы Шведской в 1576 году. В том же году она была помолвлена своим отцом с его фаворитом, французским эмигрантом бароном Понтусом Делагарди (1520—1585), в награду за его службу её отцу. София, её сестра Лукреция (1561—1585) и их брат Юлиус в 1577 году были облагорожены и получили фамилию Юлленъельм.
Свадьба состоялась в Вадстене в Эстергётланде 14 января 1580 года. Она представляла собой грандиозную церемонию с большим количеством гостей, и во время неё церковная галерея рухнула под тяжестью прихожан, в результате чего погиб один человек. Это было истолковано присутствующими католиками как божественный приговор еретикам.
В 1581 году София Юлленъельм сопровождала своего супруга в его военных кампаниях в шведской Эстляндии.
У Понтуса Делагарди и Софии Юлленъельм было трое детей:
1. Брита Понтусдоттер Делагарди (1581—1645)
2. барон Юхан Делагарди (1582—1642), государственный деятель Шведской империи
3. Граф и фельдмаршал Якоб Понтуссон Делагарди (1583—1652)

София умерла при родах Якоба в Ревеле в 1583 году.